# جمعية أركنساس العامة
جمعية أركنساس العامة (بالإنجليزية: Arkansas General Assembly)‏ هي الهيئة التشريعية لأركنساس، التي تعقد داخل مقر الولاية في ليتل روك، أركنساس، تتكون من المجلس الأعلى مجلس شيوخ أركنساس
الذي يضم 35 مقعداً، والمجلس الأدنى مجلس نواب أركنساس الذي يضم 100 مقعداً.